# Józef Feliks Ciszewski

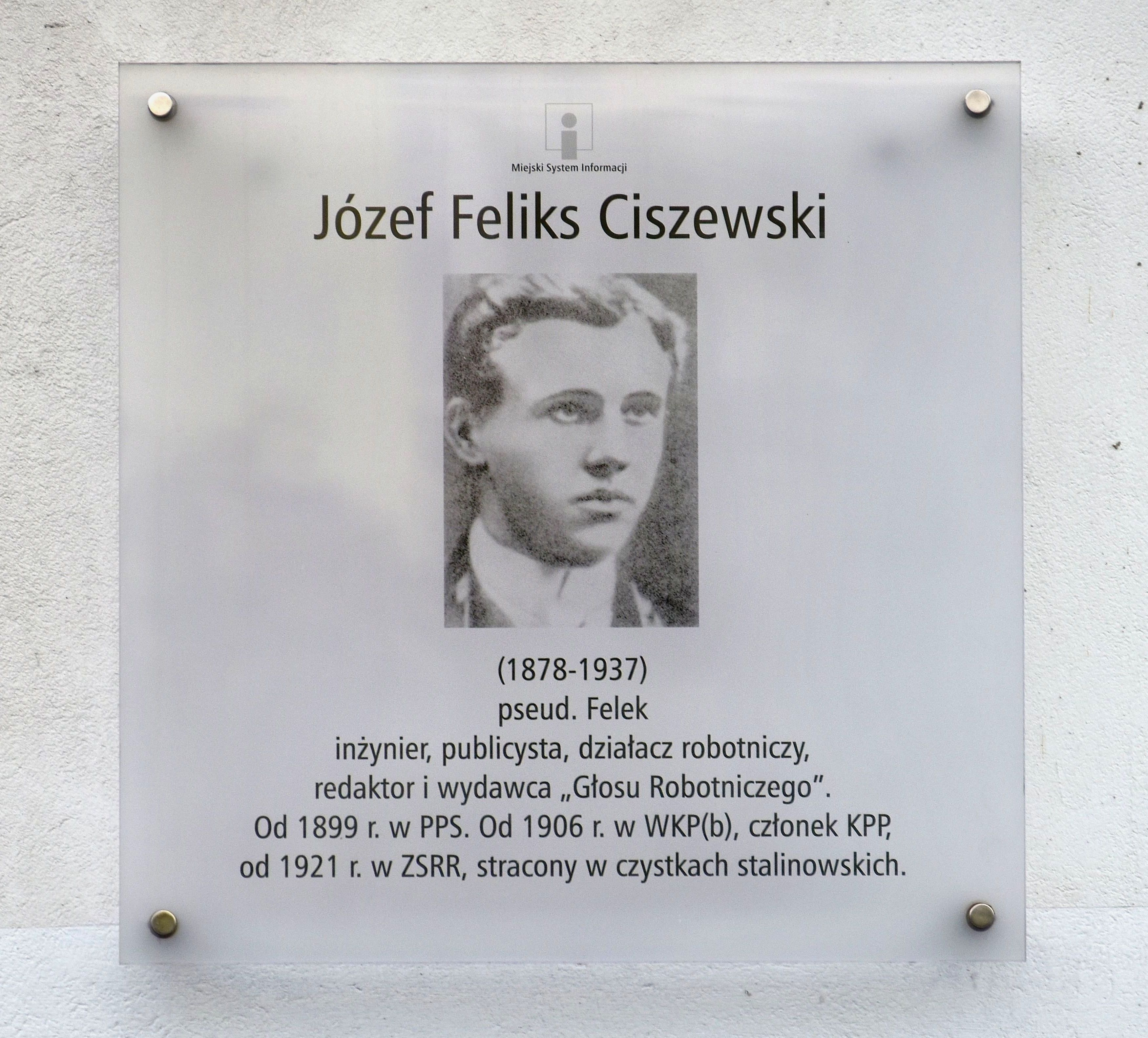
Nieistniejąca tablica MSI upamiętniająca patrona ulicy Józefa Feliksa Ciszewskiego przy ul. Pasaż Ursynowski 1 (od strony ul. Ciszewskiego)

Józef Feliks Ciszewski (pseud. Felek, Feliks, ur. 15 grudnia 1876 we wsi Uładówka, zm. 25 stycznia 1938 w Kommunarce pod Moskwą) – polski inżynier elektryk, polityk socjalistyczny i komunistyczny. Od 1899 członek Polskiej Partii Socjalistycznej, kierownik Wydziału Wojskowego PPS-Lewicy. Od 16 grudnia 1918 członek założyciel Komunistycznej Partii Robotniczej Polski, do lutego 1920 jednocześnie członek Komitetu Centralnego tej partii.

## Życiorys
Studiował na politechnikach w Petersburgu i w Karlsruhe.  W 1899 wstąpił do sekcji zagranicznej Polskiej Partii Socjalistycznej. Po przyjeździe do Królestwa Polskiego zamieszkał w Łodzi, gdzie kierował lokalną strukturą PPS. Kierował następnie Okręgowym Komitetem Robotniczym PPS w Radomiu, w 1906 po rozłamie w PPS znalazł się w PPS-Lewicy.
W latach 1916–1919 członek Rady Miejskiej w Warszawie z ramienia PPS-Lewicy i Bundu. Członek KC KPRP, aresztowany na posiedzeniu 8 lutego 1920, więziony był w X Pawilonie Cytadeli Warszawskiej. Po uwolnieniu w 1921 wyjechał do RFSRR, pozostał na stałe w ZSRR. Członek WKP(b), pracownik Najwyższej Rady Gospodarki Narodowej (WSNCh) ZSRR, następnie główny energetyk w departamencie przemysłu metalurgicznego komisariatu ludowego przemysłu ciężkiego ZSRR.
W okresie „wielkiej czystki”, 28 października 1937 aresztowany przez NKWD. 25 stycznia 1938 skazany na śmierć przez Kolegium Wojskowe Sądu Najwyższego ZSRR z zarzutu o „uczestnictwo w organizacji terrorystycznej”, stracony tego samego dnia w miejscu egzekucji Kommunarka pod Moskwą i tam też pochowany anonimowo.
Zrehabilitowany 29 września 1956 postanowieniem Kolegium Wojskowego SN ZSRR.
Mąż Marii Koszutskiej.

## Upamiętnienie
W 1975 jego imieniem nazwano ulicę na warszawskim Ursynowie. W 2017 uchwałą Rady m.st. Warszawy jej patrona zmieniono na Jana Ciszewskiego.